# Mansión de Dzimtmisa
La Mansión de Dzimtmisa (en letón: Dzimtmisas muiža) es una casa señorial en Dzimtmisa, municipio de Iecava en la región histórica de Zemgale, en Letonia.

## Historia
La finca conocida como Mansión de Misa fue construida en 1560, y el primer propietario fue Lukas Wolf. La Mansión fue localizada en el centro de Puttelene, ahora entre Iecava y Baldoni, a 35 km de la autopista Riga-Bauska. Después la casa señorial fue redenominada Mansión de Dzimtmisa. Después perteneció a Johann Treider. El último propietario de la mansión fue Edmund von Reichard y su esposa. La mansión fue construida en el siglo XIX, y después reconstruida varias veces. Estructuralmente es una casa de troncos con revestimiento de tablones.